# Telegraf

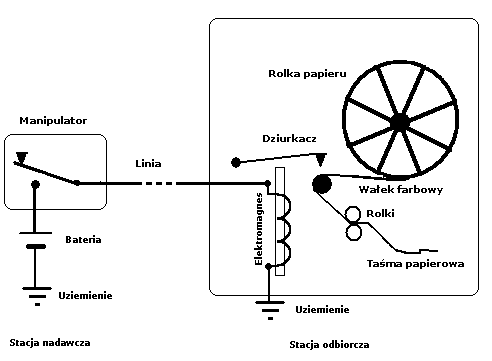
Schemat budowy telegrafu

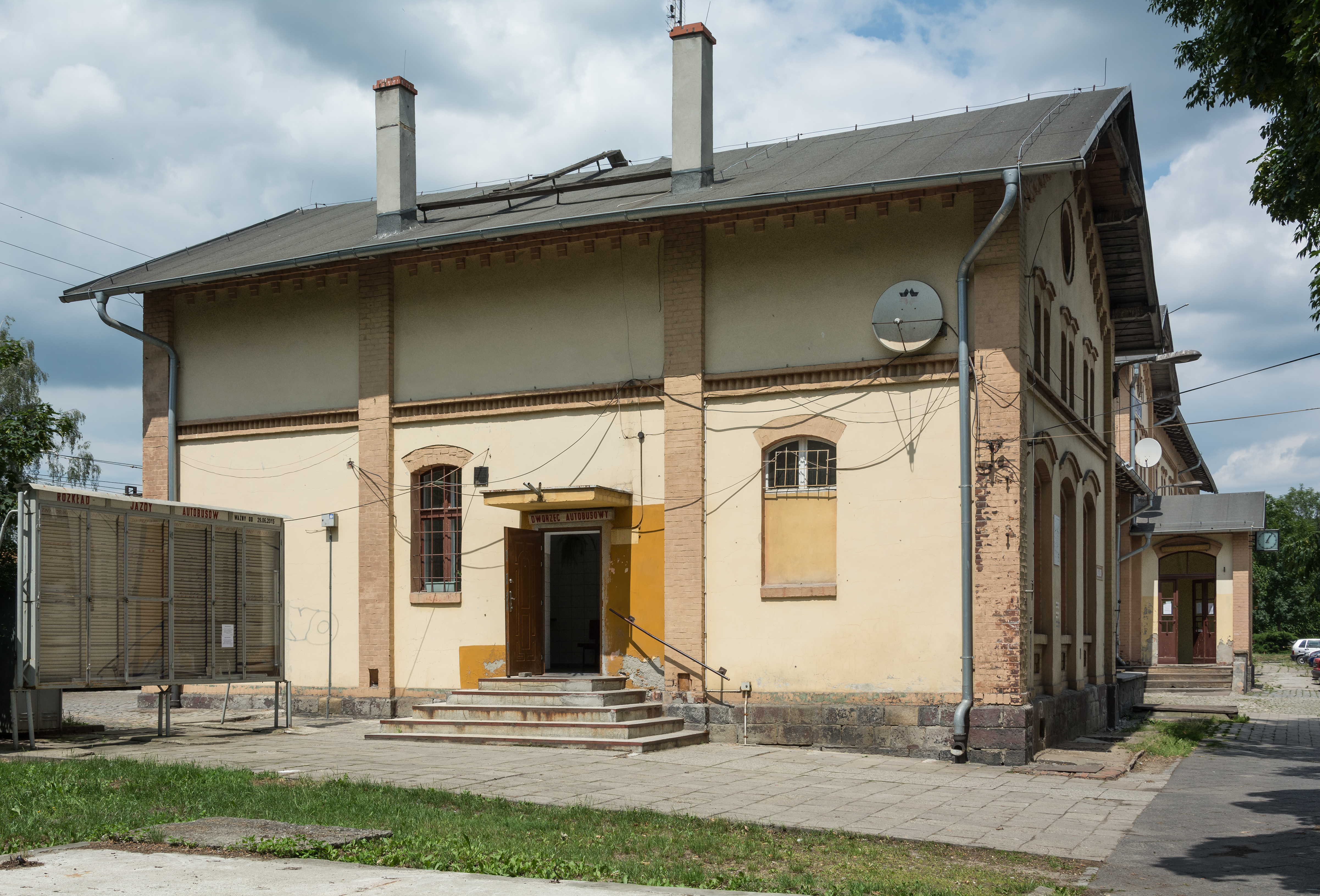
Zabytkowy budynek telegrafu w Strzelinie

Telegraf – urządzenie do przekazywania informacji, przeważnie tekstowych, na odległość.

## Historia
Słowo telegraf pochodzi od greckich słów tele, oznaczającego „odległy” i graphein, oznaczającego „pisać”. Zaczęto go używać pod koniec XVIII wieku, aby opisać optyczny system semaforowy opracowany we Francji .. Najwcześniejsze metody komunikacji na odległość wykorzystywały takie media jak dym, ogień, bębny i odbite promienie słoneczne. Sygnały wizualne wysyłane przez flagi i pochodnie były używane do komunikacji krótkiego zasięgu i były wykorzystywane aż do XX wieku, kiedy to system semaforów z dwiema flagami był szeroko stosowany, szczególnie przez marynarki wojenne świata.
Elektromagnetyczny telegraf igiełkowy skonstruowali w 1833 roku w Getyndze uczeni niemieccy Carl Friedrich Gauss i Wilhelm Weber.
Pierwszy elektryczny telegraf zbudowany został w 1837 roku przez angielskiego fizyka i wynalazcę, Charlesa Wheatstone’a oraz Williama Fothergilla Cooke’a. Telegraf ten wykorzystywał pięć przewodów do kierowania wskazówką w odbiorniku, która wskazywała różne litery alfabetu. Przed nimi Samuel von Sömmering stworzył prototyp telegrafu elektrycznego, lecz nie miał środków aby go opatentować.
W tym samym roku Samuel Finley Breese Morse opracował pierwszy amerykański telegraf, który był oparty (w przeciwieństwie do wynalazku Wheatstone’a) na dużo prostszym systemie kropek i kresek, zwanym alfabetem Morse’a, przesyłanym tylko przez jedną parę przewodów. Dzięki prostocie budowy linii telegraficznych i niezawodności działania system Morse’a został uznany za standard.

## Początki
Claude Chappe wynalazł telegraf optyczny w 1791 r. Jako wynalazca telegrafu elektrycznego często jest podawany Samuel Morse, choć wielu innych wynalazców opatentowało różne wersje tego urządzenia. Jednak popularyzację telegrafu przypisuje się jedynie Morse’owi, bo stworzył realny, łatwy do opanowania alfabet, którego znaki mogą być przekazywane za pomocą telegrafu.

## Początki telegrafii elektrycznej
Jednym z kluczowych osiągnięć było wynalezienie ogniwa galwanicznego w 1800 roku przez Alessandro Volta z Włoch. Umożliwiło to zasilanie urządzeń elektrycznych w bardziej efektywny sposób przy użyciu stosunkowo niskich napięć i wysokich prądów. Poprzednie metody wytwarzania energii elektrycznej wykorzystywały tarcie generujące elektryczność statyczną, co prowadziło do wysokich napięć i niskich prądów. Pierwsze dwa praktyczne telegrafy elektryczne pojawiły się niemal w tym samym czasie. 

## Telegraf brytyjski
W 1837 roku brytyjscy wynalazcy Sir William Fothergill Cooke i Sir Charles Wheatstone uzyskali patent na system telegraficzny, który wykorzystywał sześć przewodów i uruchamiał pięć wskaźników igłowych przymocowanych do pięciu galwanoskopów w odbiorniku. Jeśli prądy były przesyłane przez odpowiednie przewody, igły mogły wskazywać określone litery i cyfry na ich płycie montażowej.

## Telegraf amerykański
W 1832 roku Samuel Morse zainteresował się możliwością telegrafii elektrycznej i wykonał szkice pomysłów na taki system. W 1835 r. opracował system kropek i kresek do reprezentowania liter i cyfr. W 1837 roku otrzymał patent na telegraf elektromagnetyczny. Oryginalny nadajnik Morse'a zawierał urządzenie zwane portarule, w której zastosowano formowaną czcionkę z wbudowanymi kropkami i kreskami. Czcionkę można było przesuwać przez mechanizm w taki sposób, że kropki i kreski tworzyły i zrywały kontakt między baterią a przewodem do odbiornika. Odbiornik, lub rejestr, wytłaczał kropki i kreski na rozwijającym się pasku papieru, który przechodził pod rysikiem. Rysik był uruchamiany przez elektromagnes włączany i wyłączany przez sygnały z nadajnika. Morse nawiązał współpracę z Alfred Vail, który był sprytnym mechanikiem i któremu przypisuje się wiele wkładów w system Morse'a. Wśród nich jest zastąpienie nadajnika portarule prostym kluczem typu make-and-break, udoskonalenie kodu Morse'a tak, aby najkrótsze sekwencje kodowe były przypisane do najczęściej występujących liter, oraz udoskonalenie mechanicznej konstrukcji wszystkich komponentów systemu.  W 1843 roku Morse uzyskał wsparcie finansowe od Rząd USA zbuduje demonstracyjny system telegraficzny o długości 60 km (35 mil) między Waszyngtonem, DC i Baltimore, Md. Przewody zostały przymocowane szklanymi izolatorami do słupów wzdłuż linii kolejowej. System został ukończony, a publiczne użytkowanie rozpoczęło się 24 maja 1844 r., kiedy nadano wiadomość: „Czego dokonał Bóg!”. Zainaugurowało to erę telegrafu w Stanach Zjednoczonych, która miała trwać ponad 100 lat.

## Elementy systemu telegraficznego.
- Nadajnik: To urządzenie wysyłało sygnały elektryczne przez przewód.
- Odbiornik: Rejestrował przesłane sygnały. Wytaczał kropki i kreski na papierze przy pomocy rysika uruchamianego elektromagnesem
- Bateria: Zapewnia energię elektryczną do przesyłania sygnałów
- Przewody i izolatory: Przewody przesyłały sygnał elektryczny, izolatory natomiast zapobiegały utracie sygnału.

## Postęp w technologii telegraficznej
Po wprowadzeniu telegrafu w Europie oczywistym stało się to, że amerykański kod Morse'a nie nadaje się do przesyłania wiadomości w języku innym niż angielski, ponieważ brakuje w nim liter ze znakami diakrytycznymi. Wariant, który ostatecznie stał się znany jako Międzynarodowy kod Morse'a został przyjęty w 1851 r. do użytku w kablach, na liniach telegraficznych z wyjątkiem Ameryki Północnej, a później w telegrafii bezprzewodowej.  W 1856 roku rejestr w systemie Morse'a został zastąpiony przez echosondę, a kod był przepisywany bezpośrednio z dźwięków przez operatora.

## Jak telegraf zrewolucjonizował komunikację?
Telegraf zrewolucjonizował komunikację, umożliwiając natychmiastową transmisję informacji na duże odległości. Usprawnił działanie w różnych sektorach, w tym handlu, dyplomacji, operacjach wojskowych i dziennikarstwie, zapewniając niezawodny i szybki środek komunikacji. Telegraf ułatwił rozprzestrzenianie krajowych i międzynarodowych wiadomości za pośrednictwem usług przewodowych. Rozwój kodu Morse'a dodatkowo ujednolicił komunikację telegraficzną na całym świecie. Łącząc kontynenty za pomocą kabli transoceanicznych, telegraf znacząco przyczynił się do globalizacji komunikacji.